# David Cummins
David Cummins (ur. 27 grudnia 1961) – irlandzki pływak, uczestnik Letnich Igrzysk Olimpijskich 1980 w Moskwie.
Na igrzyskach wystartował na dystansach 100 i 200 metrów stylem motylkowym oraz 200 metrów stylem grzbietowym. Do wyścigu na 100 metrów stylem grzbietowym nie przystąpił.